# Moshe Ma'oz

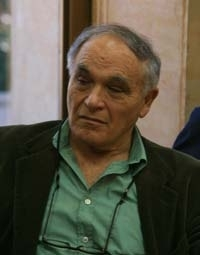
Moshe Ma'oz, 2016

Moshe Ma'oz (hebräisch משה מעוז, * 19. März 1935 in Tel Aviv-Jaffa) ist ein israelischer Historiker und Hochschullehrer.

## Ausbildung
Ma'oz studierte an der Hebräischen Universität Jerusalem Geschichte des Nahen Ostens, Arabistik und Arabische Literatur. 1958 schloss er sei Studium mit dem Bachelor ab. Er arbeitete als Assistent in der Abteilung für Geschichte des Nahen Ostens. Gleichzeitig setzte er seine Studien auf dem Gebiet der Internationalen Beziehungen fort und studierte außerdem die türkische und die französische Sprache. 1966 promovierte er an der University of Oxford. Von 1968 bis zu seiner Emeritierung arbeitete Ma'oz als Dozent und Professor in der Abteilung für arabische Sprache und Literatur an der Hebräischen Universität Jerusalem.
Bereits seit der Schulzeit wurde seine Ausbildung durch Zeiten des Dienstes bei den Israelischen Verteidigungsstreitkräften (IDF) unterbrochen. Er setzte diesen Dienst auch während seiner Berufstätigkeit zeitweise fort und erlangte schließlich den Grad eines Obersts.

## Ämter und politische Beratertätigkeit
Von 1962 bis 1960 war Ma'oz Berater für arabische Angelegenheiten von Ministerpräsident David Ben-Gurion. In den 1970er Jahren wurde er Knesset-Berater für Verteidigung und Verteidigungsangelegenheiten. Von 1971 bis 1975 war Ma'oz Vorsitzender des Instituts für Asien- und Afrikastudien an der Hebräischen Universität Jerusalem. Von 1975 bis 1978 und von 1992 bis 1998 leitete er das Harry-Truman-Forschungsinstitut zur Förderung des Friedens an der Hebräischen Universität Jerusalem. Von 1977 bis 1979 war Ma'oz Berater des Ausschusses für auswärtige Angelegenheiten und Verteidigung in der Knesset und bis 1980 Berater des damaligen Verteidigungsministers Ezer Weizmann in arabischen Angelegenheiten. Von 1983 bis 1986 war Ma'oz Vorsitzender der Abteilung für Islam- und Nahoststudien an der Hebräischen Universität Jerusalem und Mitglied des Beratungsausschusses für arabisch-israelische Beziehungen bei Ministerpräsident Schimon Peres. 1992 wurde er Mitglied des Beratungsausschusses für israelisch-arabische Beziehungen bei Ministerpräsident Jitzchak Rabin. Außerdem ist Ma'oz an verschiedenen Projekten zur Schaffung eines Dialogs zwischen Juden und Palästinensern beteiligt. Ma'oz gehörte zu den Gründungsmitgliedern der Scholars for Peace in the Middle East (SPME).

## Forschungsaufenthalte, Gastprofessuren, Forschungsinteressen
Ma'oz war Gastprofessor an den Universitäten Cambridge, Oxford, Columbia und Harvard. Er war Gast zu einem Forschungsaufenthalt am Netherlands Institute for Advanced Study. Ma'oz forscht über das moderne Syrien, das osmanische Syrien, die Länder des Fruchtbaren Halbmonds, über Minderheiten und über jüdisch-muslimische Beziehungen.

## Mitgliedschaften
Ma'oz ist Mitglied der Israel Oriental Society und von Mensa International.

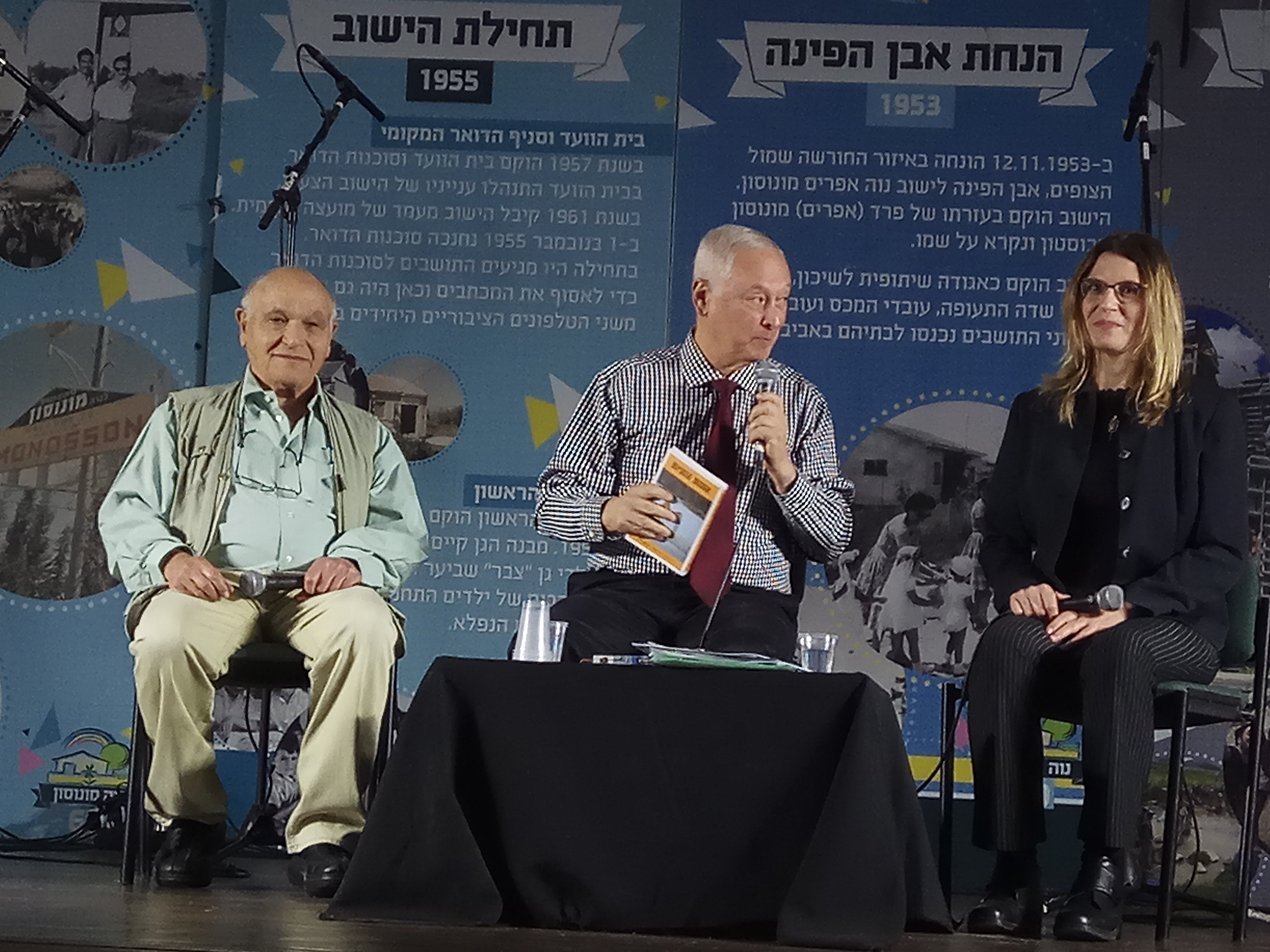
Moshe Ma'oz (links) und seine Tochter Darya Ma'oz (rechts), 2019

## Familie
Ma'oz ist verheiratet und hat zwei Töchter, die Psychologin Ifat Ma'oz und die Anthropologin Darya Ma'oz.

## Veröffentlichungen
- Jews, Muslims and Jerusalem: Disputes and Dialogues, Sussex Academic Press, 2020, ISBN 978-1789760828
- Inventing the Axis of Evil: The Truth about North Korea, Iran, and Syria zusammen mit Bruce Cumings, Ervand Abrahamian, The New Press, 2006, ISBN 978-1595580382
- Washington and Damascus : between confrontation and cooperation, 2005
- Jerusalem:Points Beyond Friction and Beyond: Points of Friction, Springer Netherland, 2000, ISBN 978-9041188434
- Middle Eastern Minorities: Between Integration and Conflict, 1999
- Syria and Israel: From War to Peacemaking, Clarendon Press, 1995
- From War to Peace: Arab-Israeli Relations, 1973–1993 zusammen mit Joseph Ginat, Barry Rubin, Sussex Academic Press; New e. Edition, 1994, ISBN 978-1898723400
- Asad: The Sphinx of Damascus,  Weidenfeld & Nicolson, 1988, ISBN 978-0297793564
- Palestinian Leadership on the West Bank: The Changing Role of the Mayors Under Jordan and Israel, Frank Cass Publishers, 1984, ISBN 978-0714640464
- Studies on Palestine During the Ottoman Period, HEBREW UNIV MAGNES, 1975, ISBN 978-9652235893
- Palestinian Arab Politics, Transaction Publishers, 1975, ISBN 978-0878552344
- Ottoman Reform in Syria and Palestine, 1840–61, Oxford University Press, 1968, ISBN 978-0198215370

### Als Herausgeber
- Syria Under Assad: Domestic Constraints and Regional Risks, Routledge; Reprint Edition, 2015, ISBN 978-1138983496
- Muslim Attitudes to Jews and Israel: The Ambivalences of Rejection, Antagonism, Tolerance & Co-Operation, Sussex Academic Press, 2011, ISBN 978-1845195274
- Meeting of Civilizations: Muslim, Christian and Jewish, Sussex Academic Press, 2009, ISBN 978-1845193959
- Middle Eastern Minorities and Diasporas, 2002
- The PLO and Israel: From Armed Conflict to Political Settlement, 1964–94, Palgrave Macmillan, 1997, ISBN 978-0333723708
- Middle Eastern Politics and Ideas: A History from Within, PAPERBACKSHOP UK IMPORT, 1997, ISBN 978-1860640124